# Senyoria d'Oudenaarde
Oudenaarde fou una senyoria feudal del Sacre Imperi Romanogermànic al sud del ducat de Brabant amb la ciutat d'Oudenaarde com a capital. El primer senyor conegut fou Arnold I, possible fill d'Engelbert II de Peteghem. Apareix documentat entre 1034 i 1065. Després apareix Arnold II, mort vers 1104 o 1105. El tercer senyor conegut fou Hug, documentat en una carta del 1056. Segueix després Giselbert, mort abans del 1112 i casat amb una Riquilda, pare d'Arnold III, que va signar encara una carta el 1156. Després, durant gairebé cent anys, només s'esmenta el 1193 una Riquilda, casada amb Walter de Sotenghiem o Sotteghem, que molt probablement no eren senyors. El 1142 apareix un Arnold IV, suposat fill d'un Giselbert que no pot ser el Giselbert anomenat el 1112. Un germà seu, Eberard Radulf, fou senyor de Maarke i tronc dels senyors de Maarke. Arnold IV es va casar amb Alix de Rosoy i foren els pares de Joan de Oudenaarde, mort vers 1293 o 1294, casat amb Adela de Soissoms, filla de Joan, comte de Soissons, i en segones noces amb Matilde de Crecques, filla d'Anseau de Crecques. Del segon matrimoni va tenir al successor Andold V (+ vers 1310).